# Comuna Isverna, Mehedinți
Isverna este o comună în județul Mehedinți, Oltenia, România, formată din satele Busești, Cerna-Vârf, Drăghești, Giurgiani, Isverna (reședința), Nadanova, Seliștea și Turtaba.

## Demografie
Componența etnică a comunei Isverna
     Români (97,29%)
     Alte etnii (0%)
     Necunoscută (2,71%)
Componența confesională a comunei Isverna
     Ortodocși (96,33%)
     Alte religii (0,58%)
     Necunoscută (3,09%)
Conform recensământului efectuat în 2021, populația comunei Isverna se ridică la 2.069 de locuitori, în scădere față de recensământul anterior din 2011, când fuseseră înregistrați 2.145 de locuitori. Majoritatea locuitorilor sunt români (97,29%), iar pentru 2,71% nu se cunoaște apartenența etnică. Din punct de vedere confesional, majoritatea locuitorilor sunt ortodocși (96,33%), iar pentru 3,09% nu se cunoaște apartenența confesională.

## Politică și administrație
Comuna Isverna este administrată de un primar și un consiliu local compus din 11 consilieri. Primarul, Gheorghe-Marius Răescu[*], de la Partidul Social Democrat, este în funcție din 1 noiembrie 2024. Începând cu alegerile locale din 2024, consiliul local are următoarea componență pe partide politice:
|  | Partid                          | Consilieri | Componența Consiliului | Componența Consiliului | Componența Consiliului | Componența Consiliului | Componența Consiliului | Componența Consiliului | Componența Consiliului | Componența Consiliului |
|  | ------------------------------- | ---------- | ---------------------- | ---------------------- | ---------------------- | ---------------------- | ---------------------- | ---------------------- | ---------------------- | ---------------------- |
|  | Partidul Social Democrat        | 8          |                        |                        |                        |                        |                        |                        |                        |                        |
|  | Alianța pentru Unirea Românilor | 1          |                        |                        |                        |                        |                        |                        |                        |                        |
|  | Partidul Național Liberal       | 1          |                        |                        |                        |                        |                        |                        |                        |                        |
|  | Alianța Dreapta Unită           | 1          |                        |                        |                        |                        |                        |                        |                        |                        |

## Vezi și
- Biserica de lemn din Drăghești
- Biserica de lemn din Isverna
- Biserica de lemn din Seliștea, Mehedinți
- Biserica de lemn din Turtaba
- Domogled - Valea Cernei (arie de protecție specială avifaunistică)
- Domogled - Valea Cernei (sit de importanță comunitară)
- Platoul Mehedinți (sit de importanță comunitară)